# Iyana Martín
Iyana Martín Carrión (Oviedo, 18 de enero de 2006) es una jugadora de baloncesto asturiana.
Juega en la posición de base, actual jugadora del club Perfumerías Avenida, uno de los mejores de Europa.
Con catorce años se incorporó al club formativo Siglo XXI, con el que debutó en la Liga femenina 2 la temporada 2021-22 en la que jugó 7 partidos. En mayo de 2024 fichó por el Perfumerias Avenida. Es internacional con la selección española en categorías de formación, con la que ha logrado dos subcampeonatos del Mundo, en sub-17 (2022), formando parte del quinteto ideal, y sub-19 (2023), siendo escogida MVP del torneo. También ha ganado la medalla de plata en el Campeonato de Europa sub-16 (2022), siendo escogida MVP de la competición.

## Palmarés

### Selección nacional

#### Absoluta
Debutó con la selección absoluta el 21 de junio de 2024. 
- Eurobasket 2025 ( Alemania,  República Checa,  Grecia,  Italia)

#### Categorías inferiores
- Mundial U19 2023 ( España) – MVP
- Europeo U18 2024 ( Portugal)
- Mundial U17 2022 ( Hungría) – Equipo ideal
- Europeo U16 2022 ( Portugal) – MVP
- Europeo U18 2023 ( Turquía) – Equipo ideal